# 临县
37°58′N 110°57′E / 37.967°N 110.950°E
临县是中国山西省吕梁市所辖的一个县。总面积为2979平方公里，縣人民政府駐臨泉鎮。

## 历史
- 夏代屬冀州，周代屬并州，春秋屬晉，戰國時稱「藺」、「皋狼」，為趙域。
- 周代孟增幸于周成王，是为宅皋狼。地理志云西河郡皋狼县也。[2]
- 秦庄襄王二年（前248年），縣境屬太原郡。
- 漢武帝元朔四年（前125年）置臨水縣（亦作陵水），屬西河郡。西河郡屬36縣，地跨秦晉兩省，黃河以東為15縣，臨水縣其一。故治在今曜頭鄉郝峪塔村北占城梁。縣境的南面為皋狼、藺、平周。王莽時期，臨水縣曾改監水縣。
- 東漢，複名臨水縣。東漢永和五年（140），兩河郡36縣並為13縣，郡治（平定縣，即今內蒙占鄂爾多斯左翼前旗境）南徙509里置於離行縣。臨水縣併入離石縣，仍屬西河郡。漢末，西河郡併入太原郡。
- 三國初，仍屬太原郡。魏黃初二年（221）設置西河郡，仍屬西河郡，治所在茲氏（今汾陽縣）。
- 兩晉時縣境仍屬離石，為匈奴佔領。
- 十六國時期，屬離石鎮。
- 南北朝時期，北周時置烏突郡、烏突縣，故治在今縣城南30里府底村。臨南 （三交鎮以南）置定胡郡，定胡縣，故治在今柳林縣孟門鎮。臨東（三交鎮以東）置窟胡郡、窟胡縣，故治在今方山縣南村。
- 隋代開皂元年（581），廢郡， 改烏突為太和，窟胡為修化，定胡仍舊。大業三年（607）改州為郡。三縣俱屬離石郡。
- 唐代武德三年（620）改太和縣為臨泉縣，屬石州，故治在今城北25公里故縣村。縣境酒部仍為定胡。
- 五代仍之。
- 宋代仍稱臨泉縣、定胡縣，隸石州，屬河東路。元符二年（1099）改屬晉寧軍，軍治在陝西葭縣葭蘆岩。
- 金代天會元年 （1123），複名為臨水縣，廢晉寧軍，屬石州。金明昌六年（1195），定胡縣改盂門縣，區域未變。金貞佑末年，賜臨泉為大定府。
- 蒙古中統二年（1261）改臨水為臨泉，屬太原郡。故治仍在今城北故縣村。元至元三年（1337）升為臨州，不領縣。
- 明代洪武二年（1369）州降為縣，屬太原府。臨縣之稱由此而定，至今未變。萬曆二十三年（1595），改屬汾州府。
- 清代因明制，縣屬汾州府，冀寧道。
- 民國廢府州，縣直屬省轄，仍置冀寧道。民國29年 （1940）成立共產黨領導的抗日民主政府。10月，為抗日戰爭所需，將臨縣分為臨縣、臨南兩個縣。民國35年（1946）1月，南北合并， 仍稱臨縣，屬晉綏邊區所轄。1949年後，屬興縣專署管轄。1952年興縣專署撤銷，劃歸榆次專署管轄（後改晉中專署）。1971年呂梁地區組建行署，晉中專署劃歸呂梁行署管轄至今。[3]

## 地理
临县位于黄河东岸，地势东高西低。

## 行政区划
临县下辖13个镇、10个乡：
临泉镇、白文镇、城庄镇、兔坂镇、克虎镇、三交镇、湍水头镇、林家坪镇、招贤镇、碛口镇、刘家会镇、丛罗峪镇、曲峪镇、木瓜坪乡、安业乡、玉坪乡、青凉寺乡、石白头乡、雷家碛乡、第八堡乡、大禹乡、车赶乡和安家庄乡。

## 交通
- 铁路：瓦日铁路临县站
- 公路： 339国道、 218省道过境。

## 人口
2010年第六次全国人口普查临县常住人口579069人。
2020年第七次全国人口普查临县常住人口394713人。

## 风景名胜
- 全国重点文物保护单位：义居寺、善庆寺、碛口古建筑群
- 山西省文物保护单位：乌突戌古城遗址
- 临县文物保护单位

## 特产
临县红枣：中国地理标志产品。